# 伊里站

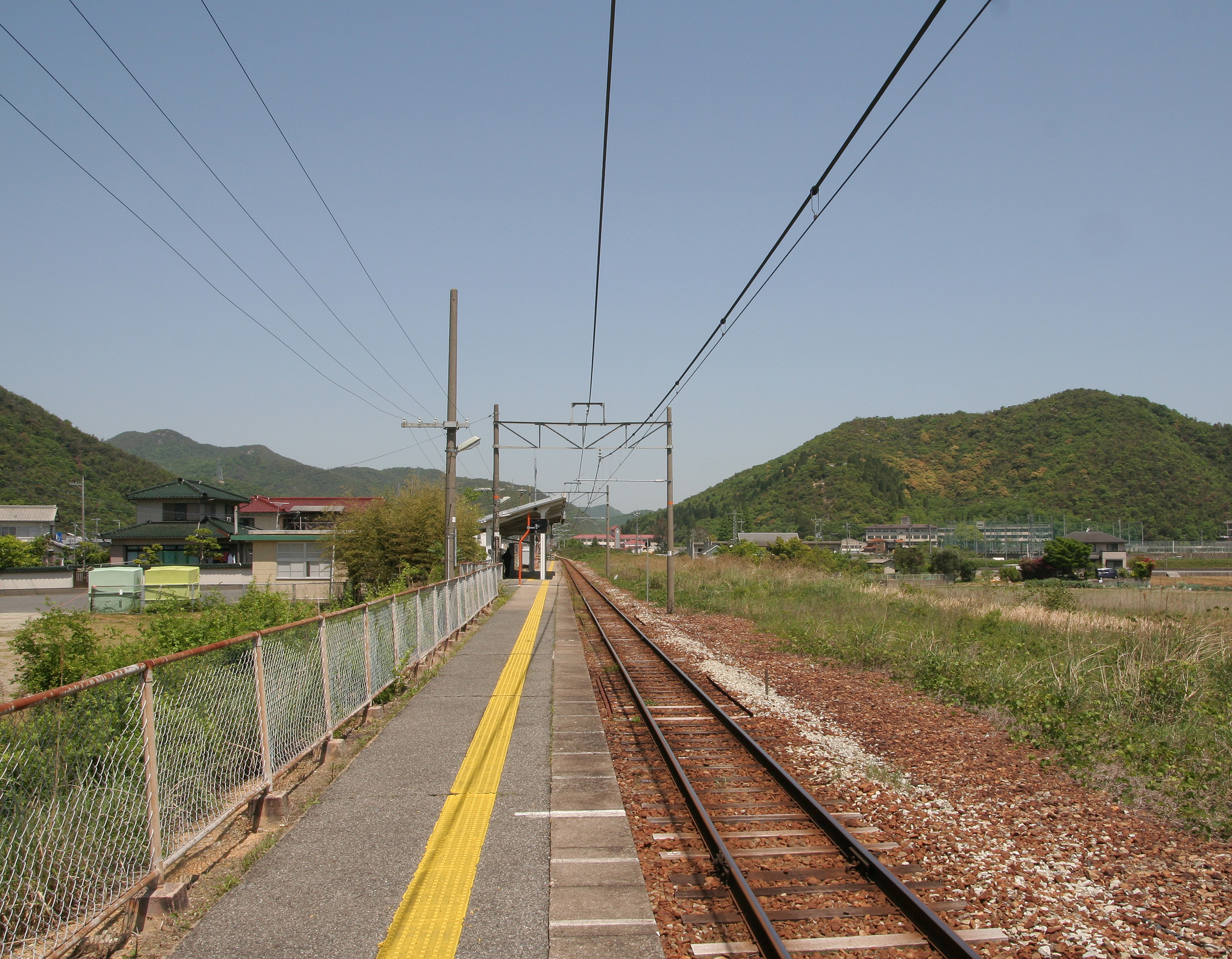
月台（2008年5月）

伊里站（日语：／ Iri eki */?）是位於岡山縣備前市穗浪，西日本旅客鐵道（JR西日本）赤穗線的車站。車站編號為「JR-N14」。

## 歷史
- 1958年（昭和33年）3月25日 - 赤穗線日生站至伊部站開業，此站啟用。
  - 當時車站地址為岡山縣和氣郡備前町（日语：備前町）穗浪。
- 1971年（昭和46年）4月1日 - 隨著備前市（第一次）成立，車站地址為岡山縣備前市穗浪。
- 1987年（昭和62年）4月1日 - 伴隨國鐵分割民營化，車站由西日本旅客鐵道（JR西日本）營運。
- 2005年（平成17年）3月22日 - 隨著備前市（第二次）成立，車站地址為岡山縣備前市穗浪。
- 2018年（平成30年）9月15日 - 引入可支援ICOCA的IC卡專用閘機。此站可以使用ICOCA[1]。

## 車站構造
車站是一座地面車站，設有1面1線的單式月台，岡山方向與播州赤穗方向的列車使用同一月台，岡山方向的列車會開啟左邊車門。車站月台還未升高。
此站是由東岡山站管理的簡易委託車站。車站大樓同時設有糖果店等商店。車站內沒有MARS終端機、POS終端、自動售票機和自動閘機。車站內只有流動售票機和IC卡讀卡機（IC卡閘機）。曾經在車站大樓內設有餐廳「伊里站食堂」，在結業後，該商店變為民間企業。隨後，再次開設餐廳。

## 使用狀況
以下為近年1日平均乘車人次列表：
| 乘車人次變化 | 乘車人次變化    |
| 年度         | 1日平均乘車人次 |
| ------------ | --------------- |
| 1999         | 433             |
| 2000         | 406             |
| 2001         | 429             |
| 2002         | 435             |
| 2003         | 410             |
| 2004         | 336             |
| 2005         | 322             |
| 2006         | 316             |
| 2007         | 304             |
| 2008         | 335             |
| 2009         | 318             |
| 2010         | 318             |
| 2011         | 286             |
| 2012         | 271             |
| 2013         | 269             |
| 2014         | 216             |
| 2015         | 204             |
| 2016         | 204             |
| 2017         | 213             |
| 2018         | 196             |

## 車站周邊
此站的名為「伊里」，其名字是取自鄰近的伊里川。沿河川的平地設有工廠和住宅。車站前設有迴旋路。
- 伊里川
- 友延簡易郵局
- 東洋電器株式會社（日语：セリオ東洋グループ）
- 松下電器株式會社汽車與工業系統岡山工廠
- Kanken Techno株式會社岡山出張所（車站大樓內）
- 國道250號
- 備前市立伊里小學
- 備前市立伊里中學（前岡山縣立備前東高等學校（日语：岡山県立備前緑陽高等学校））

## 相鄰車站
西日本旅客鐵道
 赤穗線
日生（JR-N15）－伊里（JR-N14）－備前片上（JR-N13）

## 注腳
1. ↑  .   [2020-04-21]. （原始内容存档于2018-05-30）.
2. ↑  岡山縣統計年報

## 外部連結
- 伊里｜車站資訊：JR出門網 - 西日本旅客鐵道